# 大口汤鲤
大口汤鲤（学名：Kuhlia rupestris）为輻鰭魚綱鱸形目鱸亞目汤鲤科汤鲤属的鱼类。分布于印度太平洋區，從東非至薩摩亞群島、北起琉球群島、台灣，南迄澳洲昆士蘭、新喀里多尼亞淡水、半鹹水及海域，深度0-5公尺，本魚橢圓而側扁，眼大，下頷突出，體被小櫛鱗，魚鱗具黑色邊緣，體側具黑色條紋及斑點，尾鰭上下葉各具1個鑲黑邊的白圓斑，背鰭硬棘10枚；背鰭軟條10-12枚；臀鰭硬棘3枚；臀鰭軟條9-11枚，體長可達45公分，體重可達2.7公斤，主要棲息在河口及沿海淺水處，溯河能力强以及可深入山间之溪流中，屬雜食性，以昆蟲、甲殼類、小魚及果實為食，可作為食用魚。该物种的模式产地在留尼汪群岛。